# Бар Гавагана
«Бар Гавагана» (или «Истории из Бара Гэвагана») — сборник юмористических фантастических рассказов американских писателей Лайона Спрэга Де Кампа и Флетчера Прэтта.
Большинство рассказов были впервые опубликованы в период между 1950 и 1954, двенадцать в Fantasy & Science Fiction, три в Weird Tales, и одиннадцать в первом издании сборника;
два дополнительных впоследствии были напечатаны в «Fantastic universe», в 1959 году, и ещё один, в расширенном издании сборника в 1978 году.

## Издания
- Впервые книга вышла в твёрдом переплёте в издательстве Twayne Publishers[англ.] в 1953 году с иллюстрациями Инги Прэтт (жены Флетчера Прэтта).
- Расширенное издание вышло в твёрдом переплете в издательстве Owlswick Press[англ.] в июне 1978 года. Оригинальные иллюстрации были сохранены в этом издании.
- Это же издание в мягкой обложке, но без иллюстраций в издательстве Bantam Books[англ.] в январе 1980 года.[3][4]
- Электронное издание вышло в издательстве Victor Gollancz[5][6]

Перевод на немецкий
- Geschichten aus Gavagans Bar, Wilhelm Heyne, (1982)

Перевод на русский
- «Бар Гавагана», Литера-Т, (2014) тираж 70, перевод Александра Юрьевича Сорочан.
- «Самый странный бар во Вселенной», Эксмо 2019, перевод Александра Сорочана. ISBN 978-5-04-100761-4

## Продолжения
Согласно Де Кампу, он и Прэтт собирались включить в сборник ещё один рассказ о вампире с пристрастием к сладкому. Рассказ так и не был написан из-за ранней смерти Прэтта.
Де Камп не продолжил серию самостоятельно, но есть дополнительный рассказ написанный Майклом Флинном.